# Пшиточно (Люблінське воєводство)
Пшиточно (пол. Przytoczno) — село в Польщі, у гміні Єзьожани Любартівського повіту Люблінського воєводства.
Населення — 1021 особа (2011).

## Історія
Витоки села сягають  XV століття, коли Миколай з Острова (Mikołaj z Ostrowa), сандомирський воєвода, заснував у 1498 році Пшиточно на території села в частині під назвою Лисобики. У реєстрах з XVI століття поруч з назвою Пшиточно зазначено «seu Lissobiki».

## Демографія
Демографічна структура станом на 31 березня 2011 року:
|          | Загалом | Допрацездатний вік | Працездатний вік | Постпрацездатний вік |
| -------- | ------- | ------------------ | ---------------- | -------------------- |
| Чоловіки | 518     | 100                | 375              | 43                   |
| Жінки    | 503     | 100                | 302              | 101                  |
| Разом    | 1021    | 200                | 677              | 144                  |